# Venčeslav
Venčeslav je moško osebno ime.

## Izvor imena
Ime Venčeslav je slovanskega izvora. Zloženo je iz staroslovanskih besed veče, vetje v pomenu »več, bolje, zelo« in slavъ v pomenu »slaven«. V stari češčini se je ime glasilo Veceslav, latinsko Venceslaus novejša oblika tega imena pa je Václav.

## Različice imena
- moške različice imena:  Vàclav, Vencel, Vencelj, Venceslav, Venci, Vencislav, Vencl, Venco, Venče, Venček; Boleslav?
- ženske različice imena: Venceslava, Venčeslava
- sorodno ime: Boleslav

## Tujejezične različice imena
- pri Čehih (in Slovakih): Václav
- pri Italijanih: Venceslao
- pri Hrvatih: Vjenceslav
- pri Srbih: Venceslav
- pri Bolgarih: Vencislav
- pri Rusih: Vjačeslav
- pri Poljakih: Wacław, Więcesław
- pri Špancih: Wenceslao

## Pogostost imena
Po podatkih Statističnega urada Republike Slovenije je bilo na dan 31. decembra 2007 v Sloveniji število moških oseb z imenom Venčeslav: 406.

## Osebni praznik
V koledarju je ime Venčeslav zapisano 28. septembra (Václav, knez in mučenec, † 28.sept. 929).

## Zanimivosti
- V koledarju je 28.sep. Venčeslav, to je Sveti Venceslav, ki je bil češki knez od leta 921 do 929. Uvedel je krščanstvo in na za narodnega patrona
- V Sloveniji je ena cerkev sv. Venčeslava, ki stoji v Zgornji Ložnici, postavljena pa je bila 1251. Prebivalci Zgornje Ložnice se po cerkvi imenujejo tudi Venčeslani ali Venčeseljačani.